# Anoplodactylus shimodaensis
Anoplodactylus shimodaensis is een zeespin uit de familie Phoxichilidiidae. De soort behoort tot het geslacht Anoplodactylus. Anoplodactylus shimodaensis werd in 1982 voor het eerst wetenschappelijk beschreven door Nakamura & Child. 